# Dolany (Jičíněves)
Dolany je malá vesnice, část obce Jičíněves v okrese Jičín. Nachází se asi 1,5 km na západ od Jičíněvsi. Dolany leží v katastrálním území Dolany u Chyjic o rozloze 2,83 km².

## Historie
Název vsi lze vysvětlit podle umístění – vsi ležící u řek, potoků a v údolích byly pojmenovány podle své polohy. První písemná zmínka o vsi pochází z roku 1322 v podobné souvislosti jako nedaleká Keteň. V rámci sporů Voka z Rotštejna se zemany z okolí se jeho žena Rychce z Rotštejna (Richczie de Rotsteyna) soudila mimo jiné s dolanským zemanem Budkem z Dolan (Budek de Dolan). V roce 1360 byl Bohuněk vladyka z Labouně připomínán jako patron místního farního kostela. Jan Čelák z Mečíře zde vlastnil také statek, které po jeho smrti prodala vdova Bohuslavu Hrůzovi z Chelčic roku 1474.
Dolany podobně jako statky blízké vsi Keteň nebyly ve výčtu zboží velišského panství, které prodal Samuel z Hrádku a Valečova Mikuláši staršímu Trčkovi z Lípy a na Vlašimi. Pro nedostatek písemných zpráv lze převod majetku datovat jen přibližně mezi léta 1487–1533. Zápis o vsi se nachází v obnovených deskách zemských z roku 1543 potvrzuje postoupení dolanského majetku před rokem 1541 Janu Straníkovi z Kopidlna. Po roce 1572 se ves vrátila do majetku Trčků z Lípy jako součást velišského panství. Mezi lety 1606–1621 patřilo panství Jindřichovi Matyáši Thurnovi. V roce 1616 je ve vsi zmiňován také svobodný dvůr Jana Oldřicha Klusáka z Kostelce. Po roce 1622 získal místní statky Albrecht z Valdštejna. Po jeho smrti získal císařskými konfiskacemi velišské panství včetně Dolan hrabě Jindřich Šlik.
Tereziánský katastr evidoval ve vsi třináct hospodářů. Byl zde jeden tesař, jeden tkadlec, dva krejčí a jeden mlynář. Část obyvatel se živila předením. V roce 1848 zde žilo 167 obyvatel v pětadvaceti domech. Převařovalo zde ovocnářství a chov koní. Evidován byl jeden hostinec a jeden mlýn. V roce 1869 se staly Dolany součástí soudního okresu Jičín v okresním hejtmanstvi Jičín. Děti docházely do chyjické školy. Farní správou příslušely obyvatele vsi k Veliši.

### Vágnerův mlýn
Mlýn čp. 11 s vlastním stavidlem a náhonem byl postaven u silnice z Dolan do Chyjic. Byl postaven na potoku Mrlina. Snad kolem roku 1839 zde působil mlynář František Šádek. V témže roce se s jeho dcerou Františkou oženil mlynář Josef Mach. V roce 1930 byl jako majitel  evidován Gustav Vágner. Na počátku jednadvacátého století chátrající objekt, jehož majitel zjistil, že oprava je „nad jeho síly i finanční možnosti“.

### Dvacáté století
Během roku 1900 byl zde evidován hostinský a mlynář. V průběhu prvního desetiletí 20. století zde začal provozovat živnost kovář, obchodnice se smíšeným zbožím a další mlynář. Spolek dobrovolných hasičů byl ustaven ve vsi v roce 1882. Do roku 1910 byla jeho činnost spjata se starostou spolku a hlavním organizátorem Františkem Vejlupkem. V červenci roku 1929 se v Dolanech konal hasičský župní sjezd. Podle dochovaných záznamů se zde setkalo čtyřicet šest hasičských sborů se 642 členy. Při padesátém výročí založení sboru uspořádali dolanští hasiči oslavu v létě roku 1932. Zároveň se konal sjezd rodáků obce Dolan a Kostelce.
Během územní reorganizace byla ves dne 1. července 1960 přičleněna k Jičíněvsi.

## Památky
- Kostel svatého Matouše stojí uprostřed bývalého hřbitova, obehnán kamennou zdí. V roce 2004 byl provizorně zastřešen živičnou krytinou.
- Krucifix na návsi byl zhotoven v roce 1903 kameníkem Aloisem Khunem z Vojic. Na nízké základové desce je umístěn spodní sokl, který má v přední stěně vsazenou mramorovou deska s nápisem „BERÁNKU BOŽÍ/ JENŽ SJÍMÁŠ HŘÍCHY SVĚTA SMILUJ SE NAD NÁMI!/“ Ústřední kvádrovitý podstavec má v dolní části stupňovitě profilovanou římsu. Přední stěnu podstavce zdobí mělká prázdná nika se sloupky. Ta je v horní části zakončena obloukem a drobnou vodorovnou plastickou římsou. Kvádrovitý podstavec ukončuje stupňovitá římsa ve tvaru oblouku, kterou zdobí věnec růží a voluty. Pod ní je umístěn plastický reliéf Agnus Dei. Ústřední podstavec prodlužuje krychlovitá pata krucifixu s plastikou Ježíše Krista.[8]

- Přírodní památka Chyjická stráň
- Jihovýchodně od vesnice se dochovaly terénní pozůstatky dolanského hradiště osídleného v desátém století.[9]

## Galerie

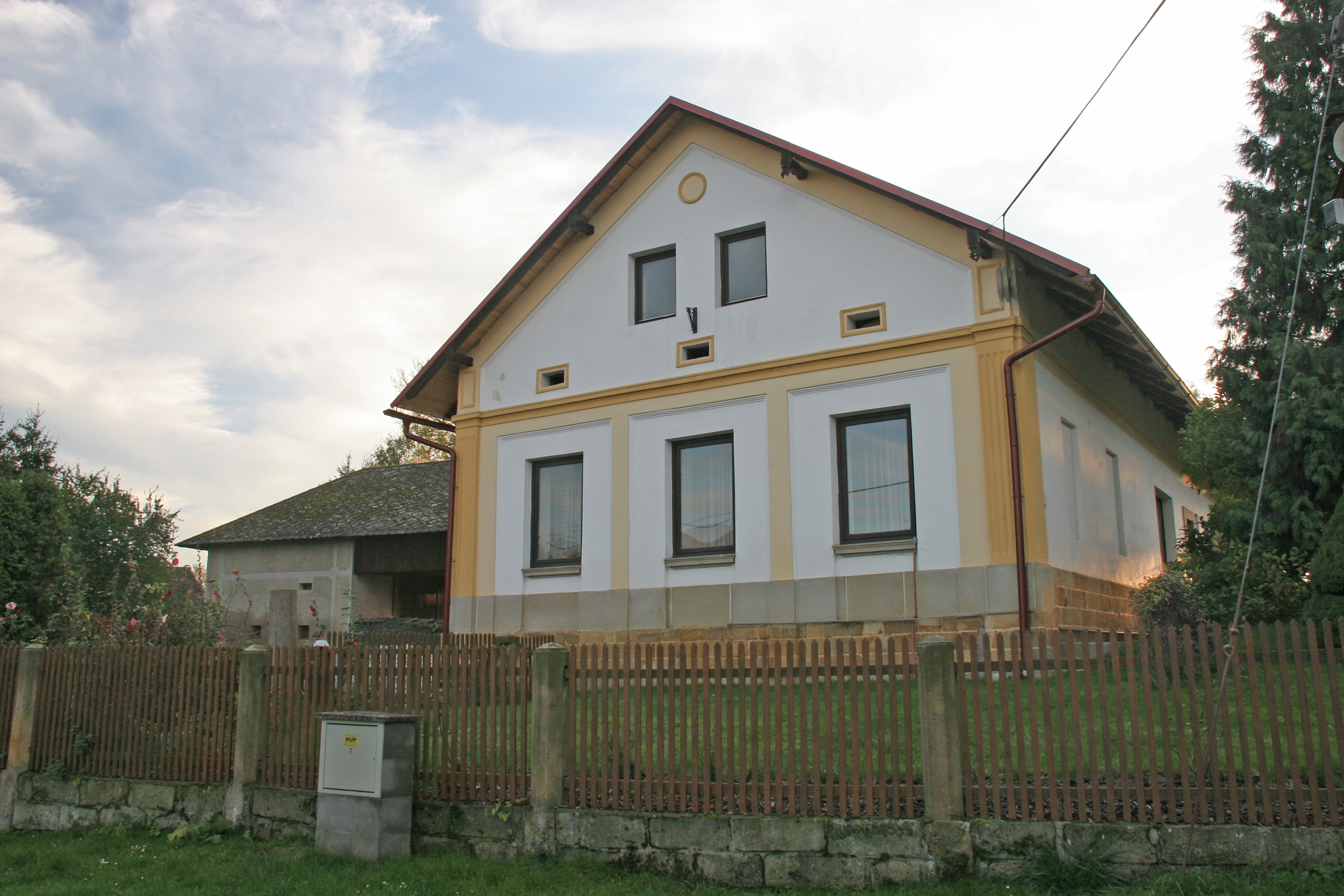
Dům čp. 7
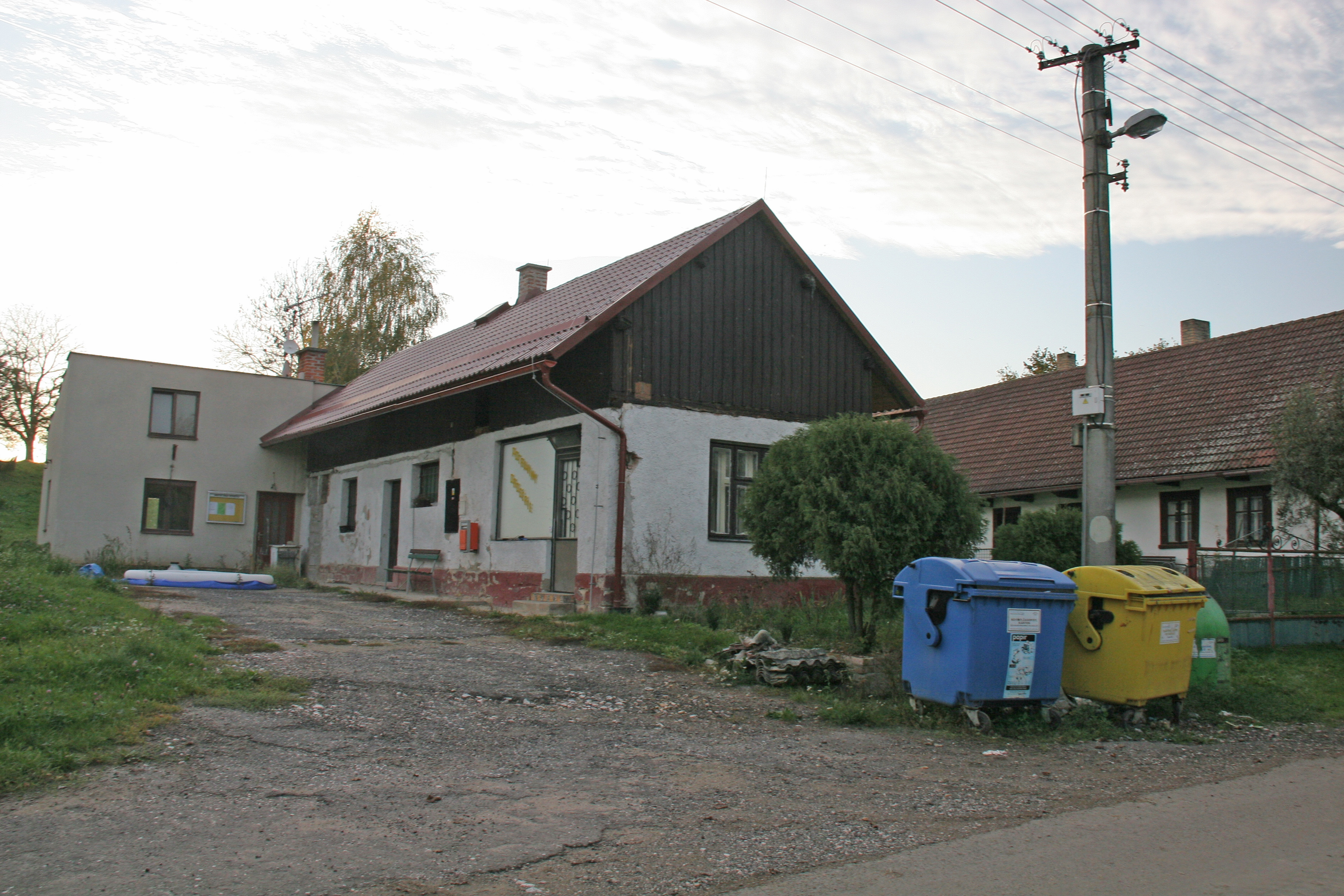
Obchod
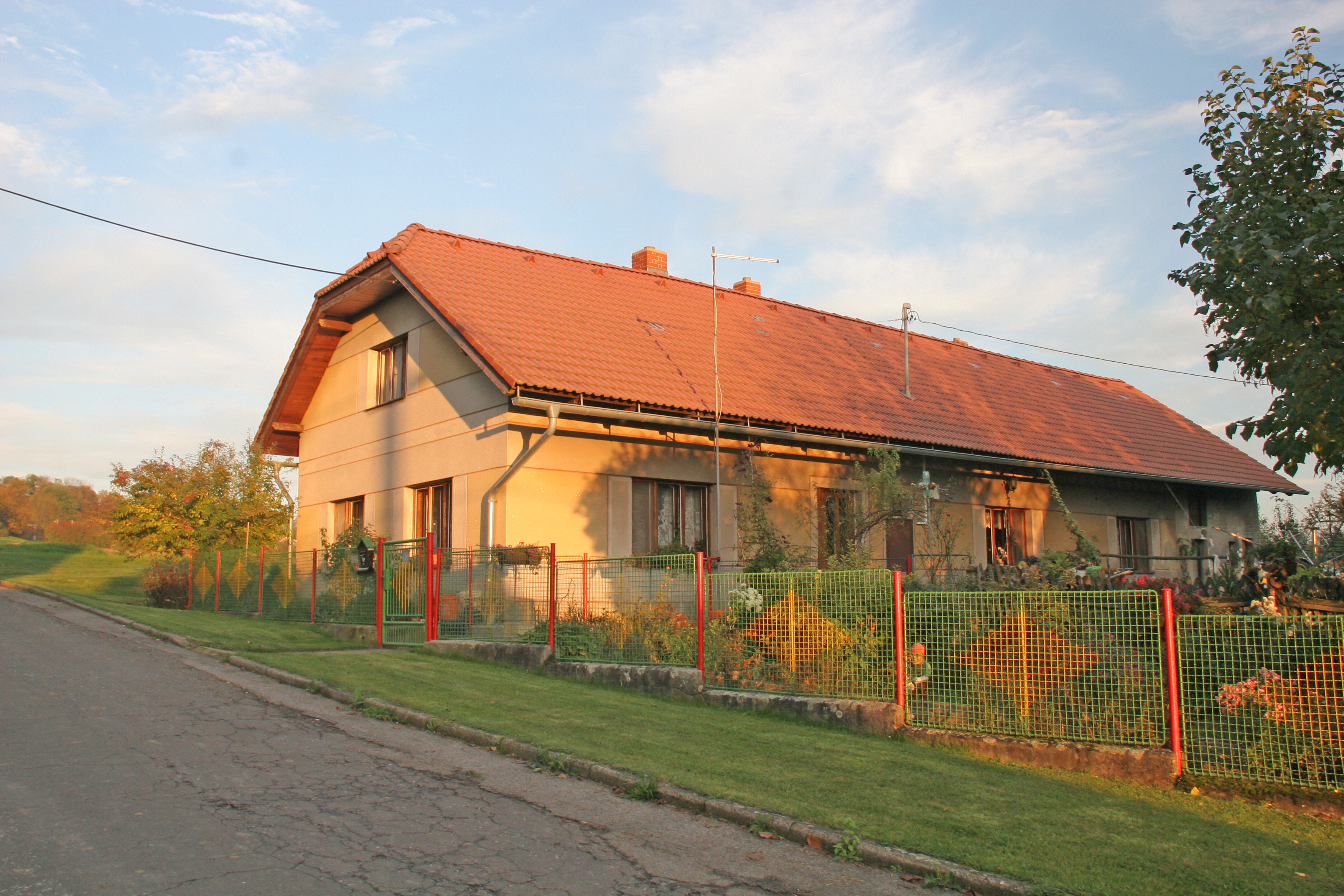
Dům čp. 34
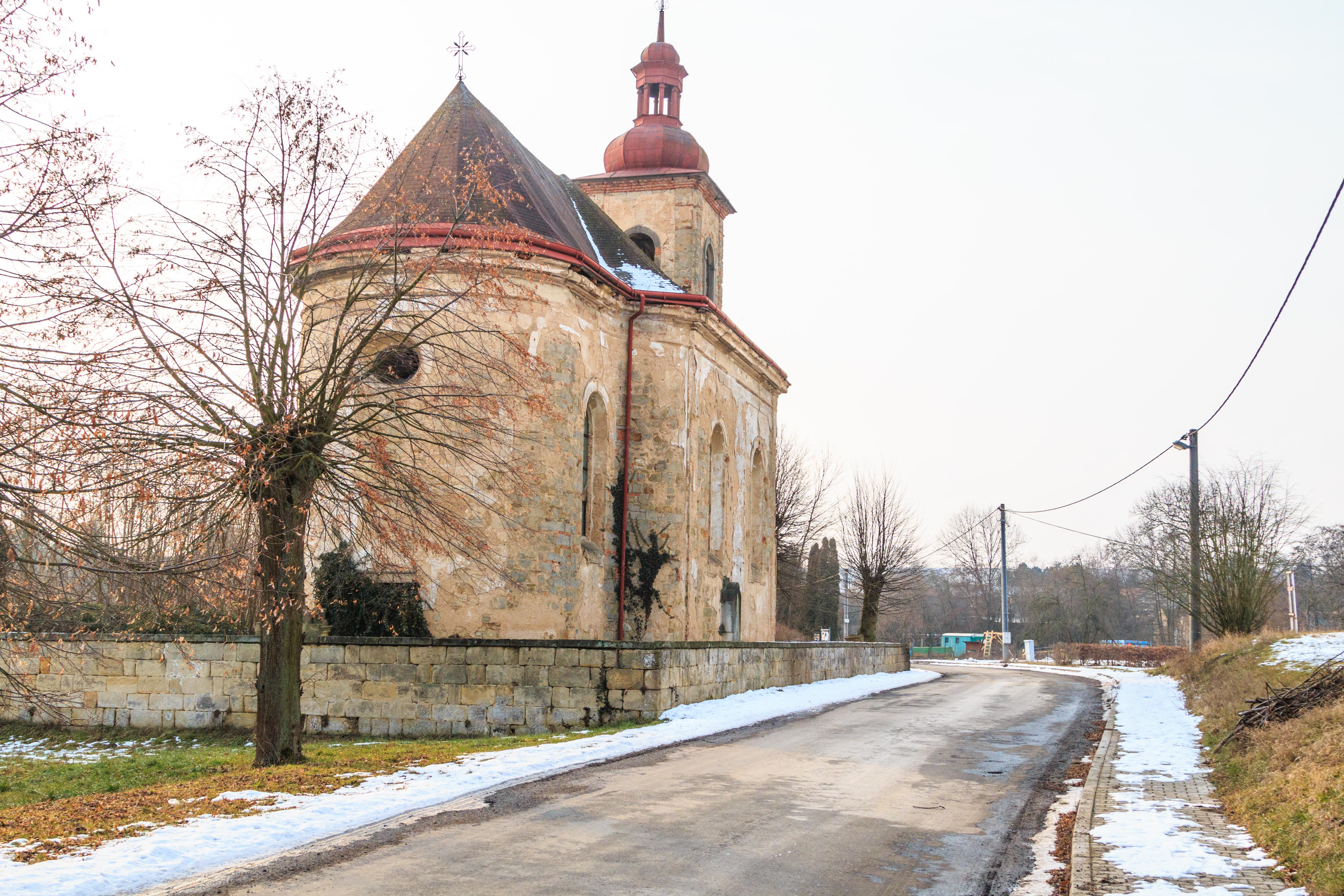
Kostel svatého Matouše